# Waldemar de Moura Santos (folclorista)

Waldemar de Moura Santos, ilustração feita a partir de registros fotográficos.

Waldemar de Moura Santos (Guaranésia, 16 de maio de 1906 - Mariana, 30 de dezembro de 1986) foi um intelectual, jornalista, escritor, folclorista e fundador da Academia Marianense de Letras.

## Biografia
Waldemar de Moura Santos nasceu em 16 de maio de 1906, em Guaranésia.
Em Mariana trabalhou durante anos como portalista e chefe da Agência de Correios de Mariana.

## Atuação
Destacam-se, em sua produção literária, o estudo folclorista, tendo sido membro da Comissão Mineira de Folclore. Seus estudos estão condensados na obra Lendas Marianenses, publicada em 1967. Também fazia parte da Associação Mineira de Imprensa e do Instituto Histórico e Geográfico de Minas Gerais. Publicava artigos nos jornais A Noite, Estado de Minas, e O Diário.
Atuou na orgazanição do arquivo da Câmara Municipal de Mariana, ação iniciada por Salomão de Vasconcelos. Na preservação do patrimônio cultural marianense, pesquisou e resgatou a tradição da Procissão das Almas, pesquisou a Sociedade Musicial XV de novembro, a história do jornalismo marianense, entre outras temáticas.
Um artigo de sua autoria, publicado em 7 de agosto de 1977, no Estado de Minas, serviu de base para a criação do Dia de Minas, lei que veio a ser sancionada, pela Assembleia Legislativa de Minas Gerais, dois anos depois, em 19 de outubro de 1979.

### Academia Marianense de Letras
Foi o idealizador da Academia Marianense de Letras, tendo reunido intelectuais em sua casa, na rua Direita, dois meses antes da fundação, concretizada em 28 de outubro de 1962. Embora a primeira reunião da instituição tenha sido presidida pelo Arcebispo de Mariana, Dom Oscar, foi Moura Santos o seu primeiro presidente. Ficando no cargo até a data de sua morte, em 1986. Com o seu falecimento, assumiu a presidência Roque Camêllo.